# محاكاة شكلية

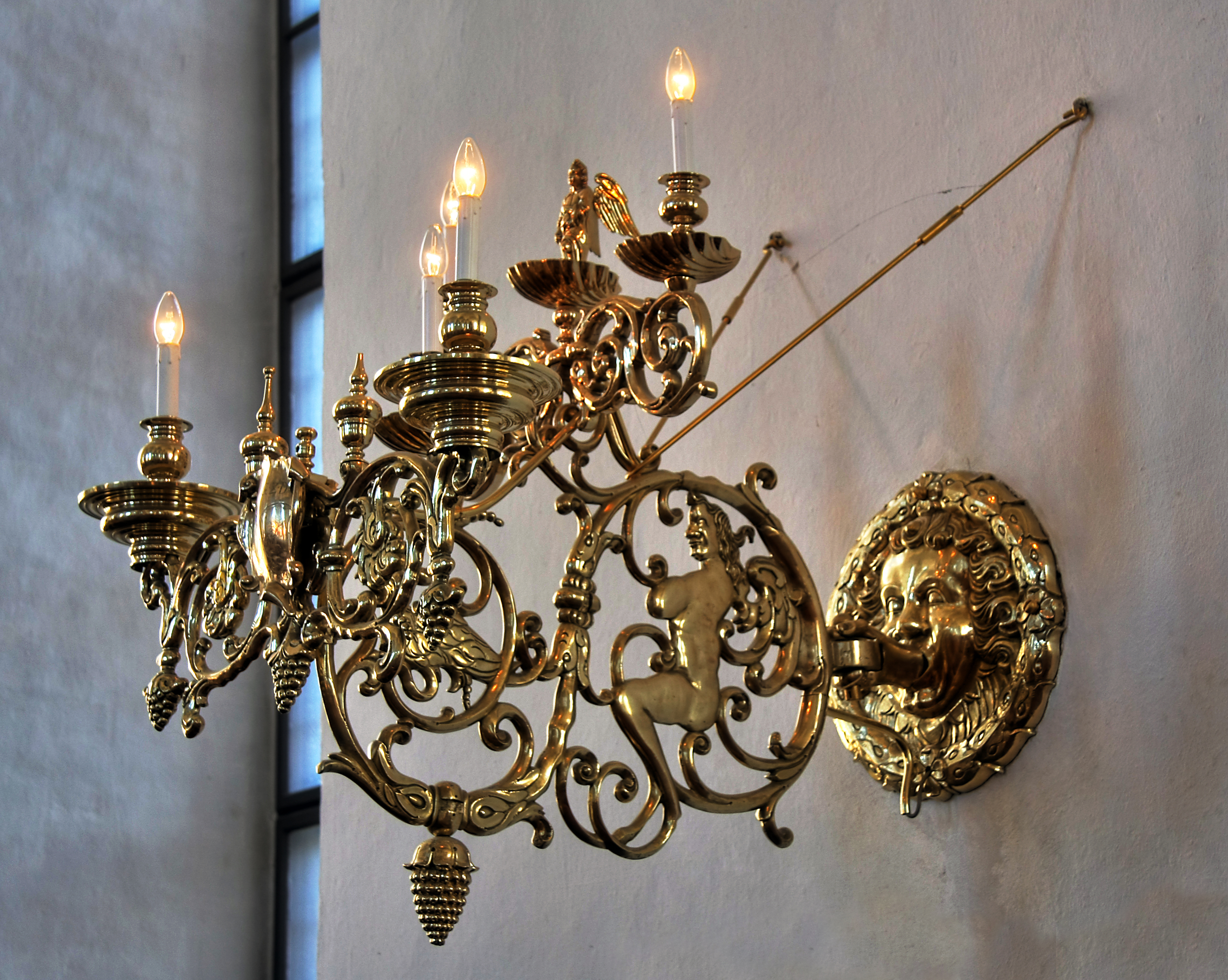
المصابيح الكهربائية التي تحاكي شكل لهب الشموع

المحاكاة الشكلية (بالإنجليزية: Skeuomorph) هو عنصر مشتق يحتفظ بإشارات زخرفية في التصميم، مستمدة من بنى كانت ضرورية في الأصل. تُستخدم المحاكاة الشكلية عادة لجعل شيء جديد يبدو مألوفًا بهدف تسريع الفهم والتأقلم. وهي توظّف عناصر كانت أساسية في الكائن الأصلي، لكنها لا تؤدي وظيفة عملية في النظام الجديد، باستثناء التعرف عليه بصريًا. من الأمثلة على ذلك فخار مزخرف بوسائل تزيينية تحاكي برشامات موجودة في أوانٍ مماثلة مصنوعة من المعدن، أو تقويم برمجي يحاكي المظهر المرئي لتجليد تقويم ورقي مكتبي.

## التعريف والغرض
مصطلح المحاكاة الشكلية مركب من كلمتين في اللغة اليونانية: سكيوس (σκεῦος) وتعني "حاوية أو أداة"، ومورفي (μορφή) وتعني "شكل". وقد استُخدم المصطلح للإشارة إلى الأجسام المادية منذ عام 1890. ومع ظهور أنظمة الحوسبة الرسومية في الثمانينيات، أصبح مصطلح "محاكاة شكلية" يُستخدم لوصف العديد من الأيقونات "القديمة الطراز" في واجهات المستخدم الرسومية.
تعريف بديل مشابه للمحاكاة الشكلية هو أنها "عنصر زخرفة مادي أو تصميم رسومي في كائن ما صُمم ليشبه مادة أو تقنية أخرى".[بحاجة لمصدر] ويُعد هذا التعريف أشمل، إذ يمكن تطبيقه على عناصر تصميمية لا تزال تؤدي الوظيفة ذاتها التي كانت تؤديها في التصميم السابق.
قد تُستخدم المحاكاة الشكلية عمدًا لجعل تصميم جديد يبدو أكثر ألفة وراحة، أو قد تكون نتيجة لتأثيرات ثقافية وأعراف سائدة لدى المصمم. كما قد تكون تعبيرًا فنيًا من قِبل المصمم. يصف الباحث في مجال سهولة الاستخدام والأكاديمي دونالد نورمان المحاكاة الشكلية من حيث القيود الثقافية: أي التفاعلات مع النظام التي لا تُكتسب إلا من خلال الثقافة. كما روّج نورمان لمفهوم إمكانية الفعل الظاهرة، حيث يمكن للمستخدم أن يدرك ما يقدمه أو يفعله الكائن من خلال مظهره الخارجي، وهو ما تُيسّره المحاكاة الشكلية.
يتداخل مفهوم المحاكاة الشكلية مع مفاهيم تصميمية أخرى. المحاكاة تشير إلى تقليد مباشر مشتق من الكلمة اليونانية.  أما نمط بدائي، فهو الفكرة أو النموذج الأصلي الذي يُحاكى، وقد تتخذ هذه المحاكاة شكل محاكاة شكلية. كما أن المحاكاة الشكلية تتوازى مع، لكنها تختلف عن، مفهوم الاعتماد على المسار في التكنولوجيا، حيث يُحتفظ بالسلوك الوظيفي لعنصر ما حتى بعد زوال الأسباب الأصلية لتصميمه.

## أمثلة مادية

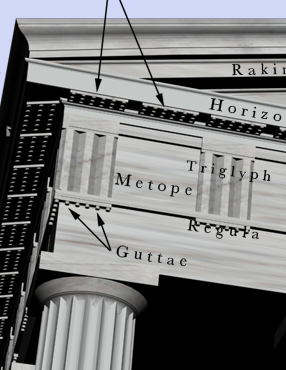
ثلاثية الأخاديد ونُقَيْطَات في النظام الدوري؛ يُعتقد تقليديًا أنها تُعيد إنشاء ميزات وظيفية خشبية في المعابد اليونانية التي سبقتها، لكن باستخدام الحجر.

كررت اليونان القديمة العديد من ميزات الأبنية الخشبية عند انتقالها من الخشب إلى البناء الحجري. وتُعد الزخارف الحجرية في النظام الدوري للعمارة الكلاسيكية، مثل ثلاثية الأخاديد ونُقَيْطَات ومسرد مصطلحات العمارة والمودليون، مستمدة من عناصر هيكلية ووظيفية حقيقية في المعابد الخشبية المبكرة. وتُعد الثلاثية والنُقيطات إعادة تمثيل، على التوالي، لنهايات العوارض المحفورة وستة أوتاد خشبية تم طرقها لتثبيت العارضة في مكانها.
تاريخيًا، أعيد إنتاج العناصر الفاخرة والمكلفة مثل كؤوس الفضة المزخرفة في حضارة مينوسية لأسواق أوسع باستخدام فخار أقل تكلفة. وكان تبادل الأشكال بين الأشغال المعدنية والفخار، وغالبًا من الأولى إلى الثانية، شبه دائم في تاريخ الفنون الزخرفية. وفي بعض الأحيان، تُستخدم كريات من الطين لمحاكاة البرشامات الموجودة في النماذج المعدنية الأصلية.
كما توجد دلائل على وجود ملامح سكيوومورفية في التحولات المادية. فغالبًا ما تنقل الجلود والفخار سمات من نظائرها الخشبية في الأجيال السابقة. كما عُثر على فخار طيني يحمل بروزات على شكل حبال، ما يشير إلى محاولة الحرفيين الاحتفاظ بأشكال وعمليات مألوفة عند التعامل مع مواد جديدة. ومن الأمثلة الأخرى المقبض الصغير غير الوظيفي على زجاجات شراب القيقب، الذي يُحاكي مقابض أباريق الخزف الحجري. وفي هذا السياق، توجد السكيوومورفات كسمات مرغوبة في أشياء أخرى، إما لأسباب تتعلق بالرغبة الاجتماعية أو للراحة النفسية.
في العصر الحديث، غالبًا ما تحاكي المنتجات البلاستيكية الأرخص تكلفة نظيراتها الخشبية والمعدنية الأغلى، لكنها لا تُعد سكيوومورفية إلا إذا كانت الزخرفة الجديدة تُشير إلى الوظيفة الأصلية، مثل رؤوس البراغي المُشكّلة في منتجات بلاستيكية مصبوبة. ومن الأمثلة المعروفة الأخرى الكرسي البلاستيكي من نوع كرسي أدرونداك. كما يُعد الذراع الموجود في آلة شقبية ميكانيكية ميزة سكيوومورفية عندما يظهر في ماكينات القمار الحديثة بالفيديو، إذ لم يعد هناك حاجة لتحريك آليات وتروس فعلية. وتشمل الملابس أيضًا معالجات سكيوومورفية؛ على سبيل المثال، الأبازيم الزائفة على أحذية ذات الأحزمة مثل ماري جين للأطفال الصغار، التي تحتفظ بالشكل الجمالي الأصلي، لكنها تستخدم فيلكرو ليسهل ارتداؤها من قبل الأطفال.
كان تصميم السيارات تاريخيًا مليئًا بالسكيوومورفيات المادية، مثل التحول من الهياكل الخشبية بالكامل في السيارات الأولى التي صممها صانع هياكل سيارات، إلى تلك التي دمجت الخشب والصلب (المعروفة باسم "ووديز")، وصولًا إلى الكسوة الخشبية البلاستيكية الزائفة بالكامل في الستينيات. وتشمل الأمثلة الأخرى المكونات البلاستيكية المطلية بالكروم الزائف، وتقليد الجلد أو الذهب أو الخشب أو اللؤلؤ أو الكريستال داخل السيارة. وفي كتابه تصميم الأشياء اليومية، أشار دونالد نورمان إلى أن السيارات الأولى صُممت على غرار عربات الخيول. بل إن تصميم السيارة المبكرة "هورسي هورسلس" عام 1899 تضمّن رأس حصان خشبي في المقدمة لمحاولة تقليل خوف الحيوانات الحقيقية. وفي سبعينيات القرن العشرين، قلدت نوافذ الأوبرا وأسقف الفينيل في العديد من سيارات السيدان الفاخرة أعمال العربات في عصر الحنطور. اعتبارًا من 2019، تحتوي معظم السيارات الكهربائية على شبكات تهوية أمامية بارزة، على الرغم من عدم الحاجة الملحة لسحب الهواء إلى حساس درجة حرارة سائل تبريد المحرك بسبب غياب محرك احتراق داخلي.

## أمثلة افتراضية

سكومورف في واجهة المستخدم (واجهة مستخدم تشبه الأجهزة) مع محاكاة مقبض التحكم للتحكم في الصوت الرقمي في إضافة ضاغط جير ريدستير ضمن وحدة الصوت

تمتلك العديد من برامج الكمبيوتر واجهة مستخدم رسومية سكومورفية تحاكي جماليات الأشياء الفيزيائية. من الأمثلة على ذلك قائمة جهات اتصال رقمية تشبه رولوديكس وحزمة آي بي إم لعام 1998 "أشياء حقيقية".
مثال أكثر تطرفًا يوجد في بعض برامج تركيب الموسيقى ومعالجة الصوت، التي تحاكي عن كثب الآلات الموسيقية الفيزيائية ومعدات الصوت بما فيها الأزرار والمقابض. على نطاق أصغر، قد تبقى أيقونة واجهات المستخدم الرسومية تمثل أشياء فيزيائية مثل صورة مجلد ورقي فعلي لتمثيل ملفات الكمبيوتر على سطح المكتب. يحدث هذا حتى لعناصر لم تعد ذات صلة مباشرة بالمهمة التي تمثلها (مثل رسم قرص مرن لتمثيل أمر "حفظ").
كانت أبل، تحت إدارة ستيف جوبز، معروفة باستخدامها الواسع لتصاميم سكومورفية في تطبيقاتها المتعددة. تغير ذلك بعد وفاة جوبز عندما استقال سكوت فورستال، الموصوف بأنه "أكثر المدافعين صوتًا وذات الرتبة العالية عن نمط التصميم المرئي الذي يفضله جوبز". تولى مصمم أبل جوناثان إيف بعض مسؤوليات فورستال وكان معروفًا بعدائه للزخرفة المرئية في برمجيات أبل المحمولة. مع إعلان آي أو إس 7 في مؤتمر أبل العالمي للمطورين عام 2013، انتقلت أبل رسميًا من السكومورفية إلى تصاميم مسطحة، مما بدأ ما يُسمى "موت السكومورفية" في أبل. السكومورفية عنصر أساسي في فروتيغر آيرو، وهو نمط جمالي على الإنترنت مستمد من تصميمات واجهات المستخدم في منتصف العقد الأول من الألفية الثانية.
بعض السكومورفيات الافتراضية لا تستخدم صورًا حرفية لأشياء فيزيائية، بل تستحضر خوارزمية الإلفة أو أنماطًا عقلية معتادة، مثل أشرطة الانزلاق التي تحاكي مقياس الجهد الانزلاقي ونافذة مبوبة تتصرف مثل مجلدات ملفات فعلية ذات علامات. مثال آخر هو حركة السحب اليدوية لتقليب "صفحات" أو شاشات جهاز لوحي.
يمكن أن تكون السكومورفيات الافتراضية أيضًا سمعية. صوت نقر غالق الكاميرا الصادر عن معظم كاميرات الهواتف هو سكومورف سمعي. أمثلة مألوفة أخرى هي صوت تمزيق الورق عند حذف ملف وأصوات المحركات في السيارات الكهربائية التي تحاكي صوت محركات الاحتراق الداخلي.

## في التصميم

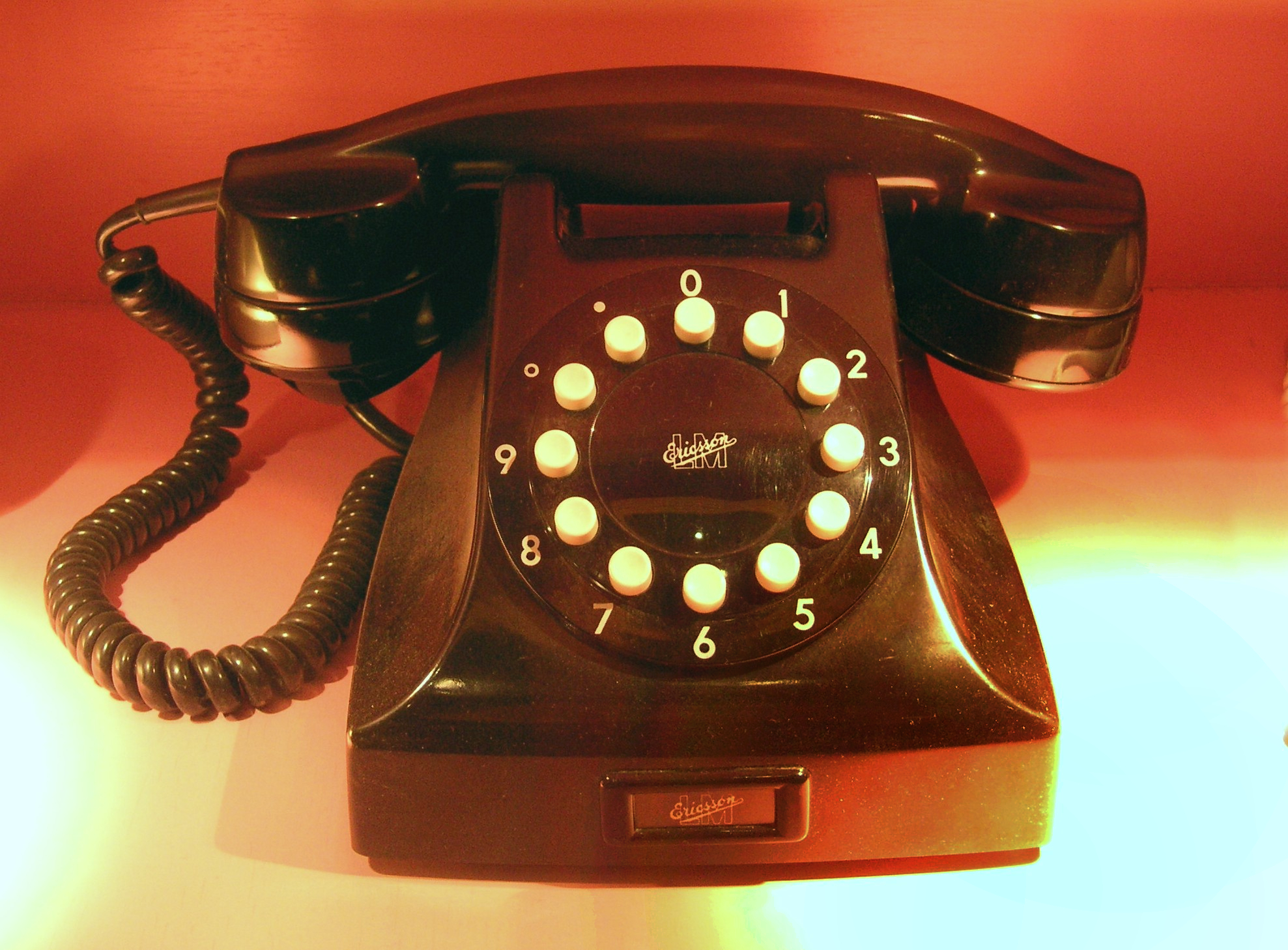
هاتف بزر ضغط مع تقليد قرص دوار

مستقبلية سالفة تتضمن أنماطاً بصرية مستمدة من تنبؤات قديمة عن المستقبل، وخاصة [بحاجة لتوضيح][إخفاق التحقق] يُدمج التصميم السكويمورفي كثيرًا في رسوم الريترو-ويف أو سينثويف. يرتبط التصميم السكويمورفي ارتباطًا وثيقًا مع ميتا حداثة.
يبدو أن التصميم السكويمورفي مفضل لدى الفئات العمرية الأكبر، والتي يُشار إليها غالبًا بـ "إنسان رقمي"، في حين يفضل "إنسان رقمي" الأصغر عمرًا تصاميم مسطحة على السكويمورفزم. ومع ذلك، لا يزال الشباب قادرين على فهم الرموز التي يستخدمها التصميم السكويمورفي. يمكن قياس تجربة مستخدم أفضل لكل فلسفة تصميم لدى السكان الرقميين الأصليين والمهاجرين.

### الحجج المؤيدة
حجة مؤيدة للتصميم السكويمورفي في الأجهزة الرقمية هي أن الرموز التي تشير إلى إمكانيات الاستخدام تساعد أولئك المألوفين بالعناصر الأصلية على تعلم استخدام النسخة الرقمية. تُعتبر نماذج التفاعل للأجهزة الحاسوبية متجذرة ثقافيًا؛ وغالبًا ما تولد مقترحات التغيير جدلاً. يصف دونالد نورمان هذه العملية كشكل من أشكال تراث ثقافي، وينسب إلى السكويمورفزم تسهيل الانتقال إلى التكنولوجيا الأحدث، مشيرًا إلى أنه "يمنح راحة ويسهل التعلم" حتى لا تحتاج الأجهزة الأحدث إلى التشابه مع سابقتها.
بالمقارنة مع التصميم المسطح، يبدو أن التصميم السكويمورفي يُسهل التنقل السريع عبر واجهات المستخدم الرسومية، لأن الأيقونات أكثر سهولة في التعرف عليها وأقل تجريدًا من نظيراتها المبسطة في التصميم المسطح.

### الحجج المعارضة
تتمثل الحجج المعارضة للتصميم السكويمورفي الافتراضي في أن عناصر واجهة السكويمورفزم أصعب في التشغيل وتشغل مساحة شاشة أكبر من عناصر الواجهة القياسية، وأن ذلك يخالف معايير تصميم واجهات أنظمة التشغيل، وأنه يسبب تباينًا غير متناسق في مظهر وشعور التطبيقات المختلفة، وأن عناصر واجهة السكويمورفزم نادرًا ما تتضمن إدخالًا رقميًا أو تغذية راجعة لضبط القيمة بدقة، وأن العديد من المستخدمين قد لا يكون لديهم خبرة مع الجهاز الأصلي الذي يُحاكى، وأن التصميم السكويمورفي يمكن أن يزيد من الحمل الإدراكي بسبب الضجيج البصري الذي بعد عدة استخدامات لا يقدم قيمة تُذكر للمستخدم، وأن التصميم السكويمورفي يحد من الإبداع من خلال ربط تجربة المستخدم بنظيراتها الفيزيائية، وأن التصاميم السكويمورفية غالبًا لا تمثل بدقة حالة النظام الأساسية أو أنواع البيانات بسبب محاكاة (فن) غير مناسبة. على سبيل المثال، قد يكون من الصعب قراءة واجهة مقياس تناظري بدقة مقارنة بواجهة رقمية.

## معرض

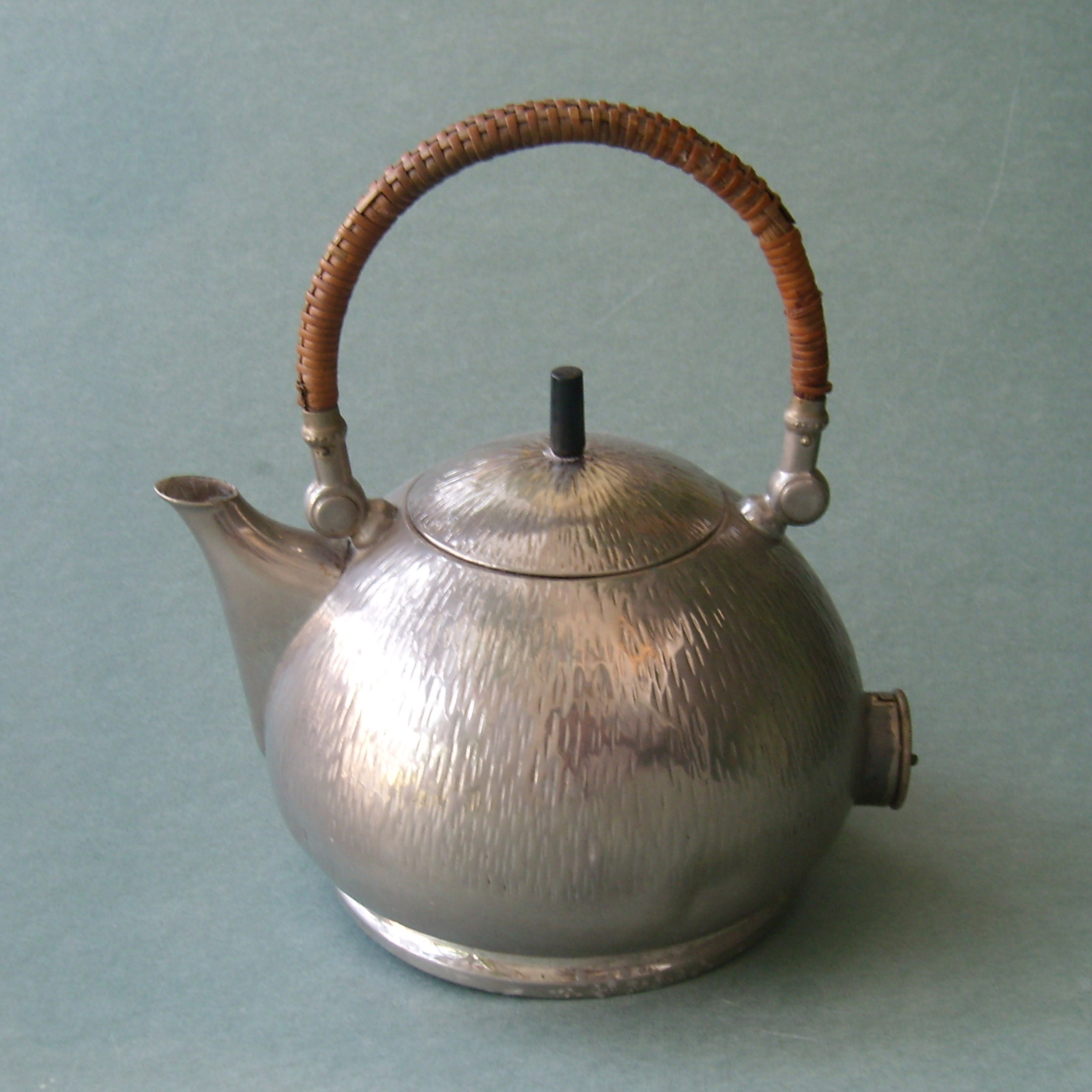
غلاية كهربائية على شكل إبريق موقد تقليدي
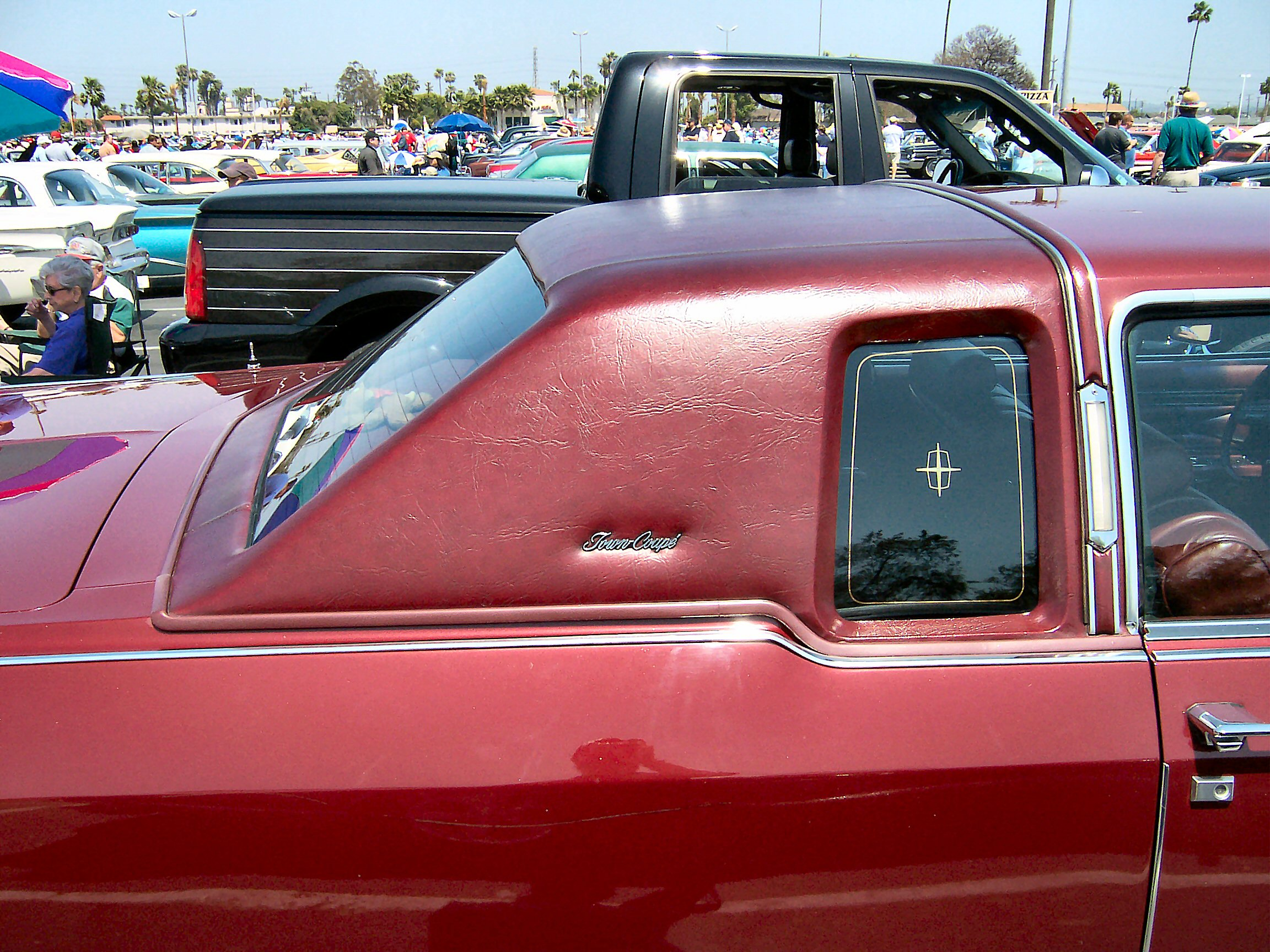
نافذة أوبرا وسقف لاندو فينيل من السبعينيات تحاكي تصميم عربة حصان، لا سيما لاندولت
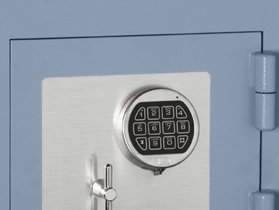
لوحة مفاتيح رقمية لخزنة إلكترونية على حلقة دائرية تحاكي قرص مزيج ميكانيكي
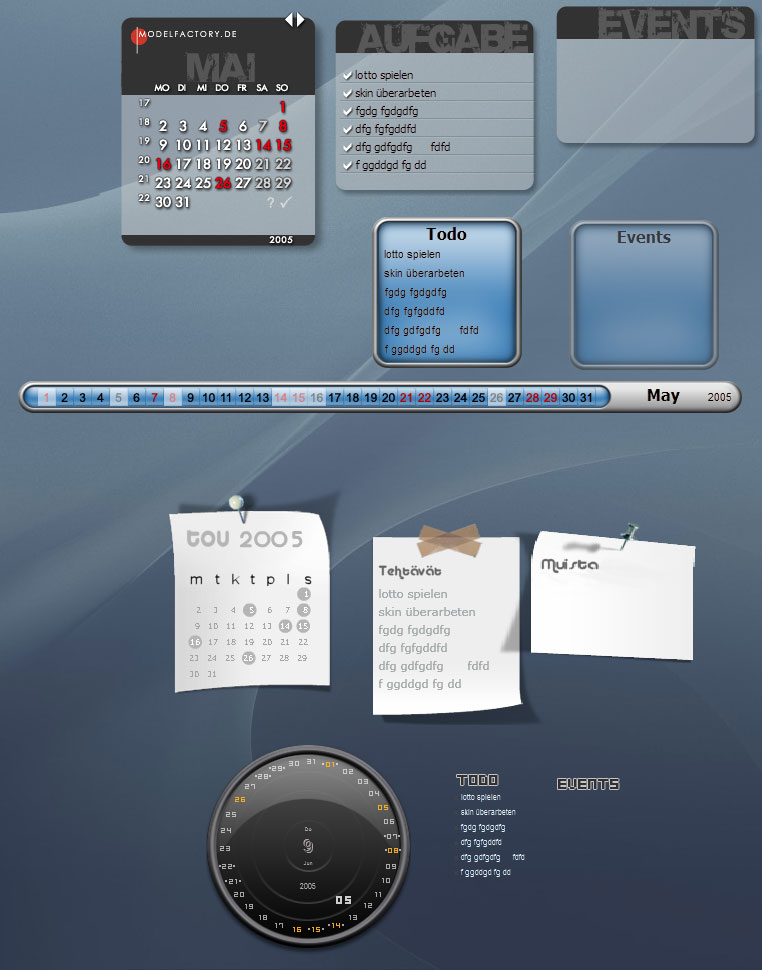
محاكاة سكويمورفية افتراضية لأوراق
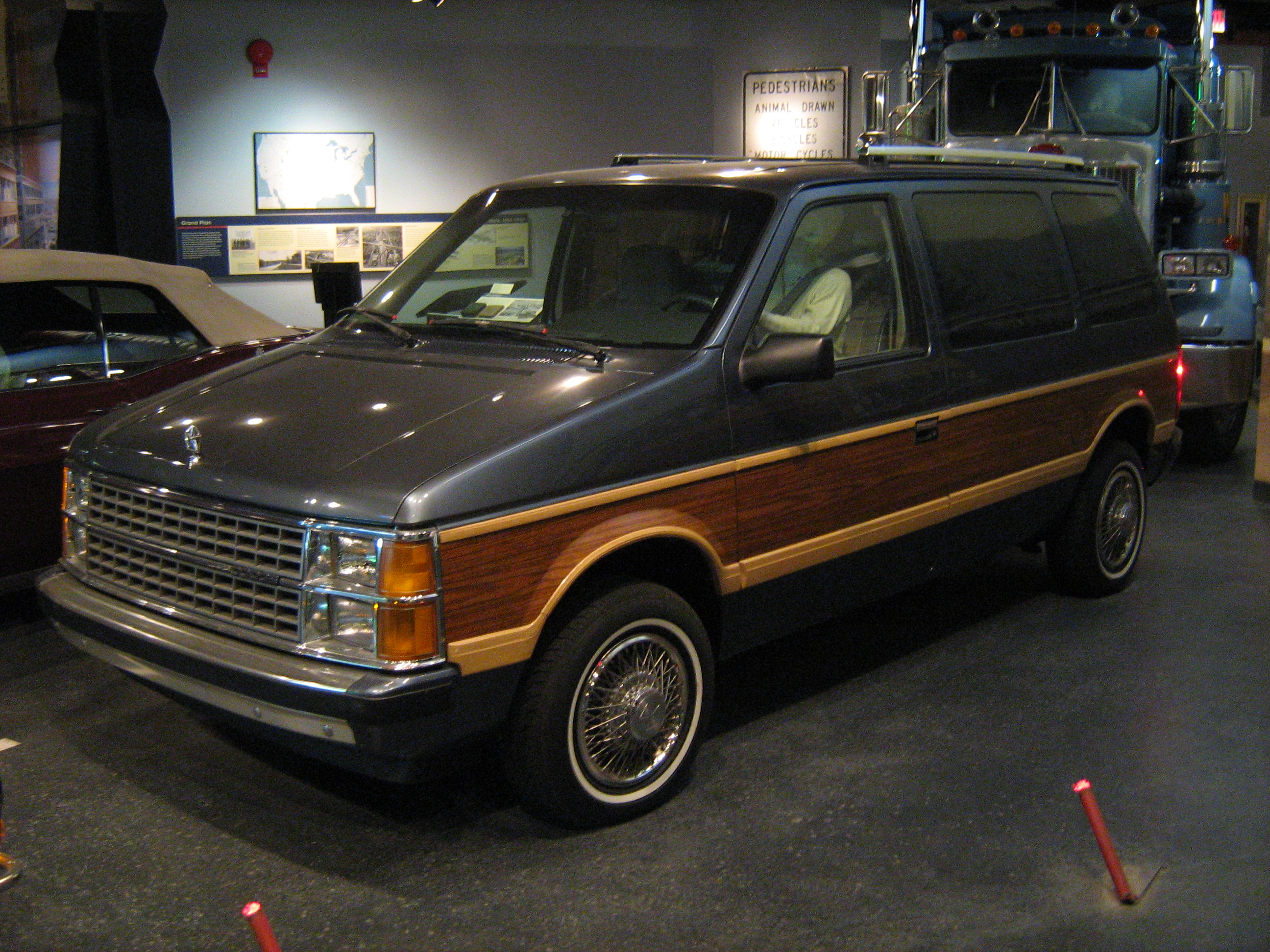
دوج كرافان مع حبيبات خشبية محاكاة تهدف إلى استحضار قطع الجسم الخشبية لبعض السيارات القديمة
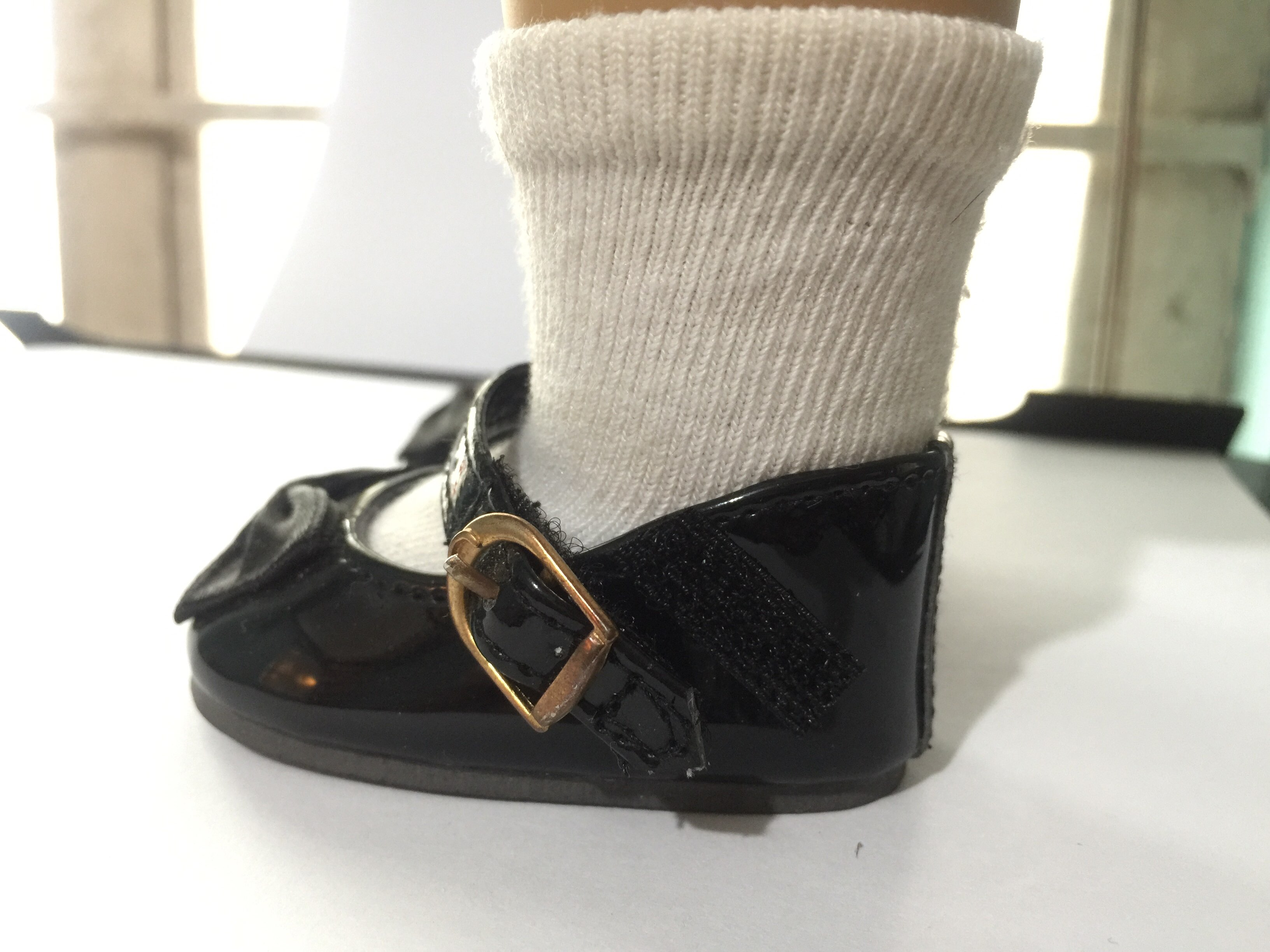
أشرطة فيلكرو على زوج من أحذية ماري جين يرتديها دمية أمريكان جيرل؛ الأبازيم على الأشرطة لأغراض جمالية فقط.
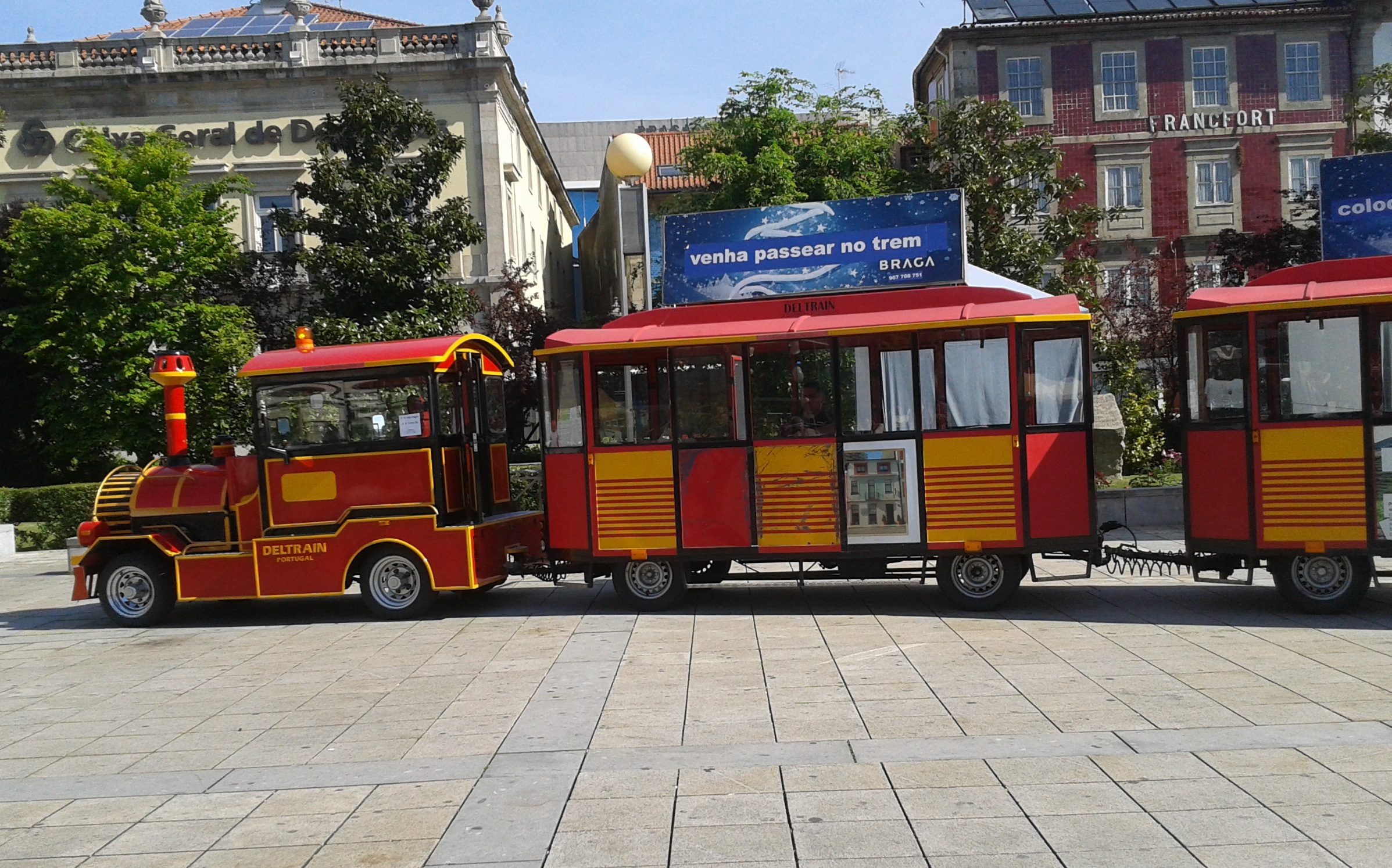
قطار ترفيه مبني ليشبه قاطرة بخارية